# Troodos
Troodos (grekiska: Τρόοδος) är Cyperns största bergskedja, belägen mitt på ön. Högsta topp är Olympos, 1 951 meter över havet.
Troodosbergen sträcker sig mot väster mitt på ön Cypern, och det finns flera berömda utflyktmål där, bland annat bysantinska kloster och kyrkor på bergstopparna, och pittoreska byar och småstäder i bergssluttningarna och dalgångarna.
Området är känt sedan forntiden för de stora kopparfyndigheter som gjorts i gruvorna där. Under Bysantinska rikets dagar blev Troodosbergen ett centrum för bysantinsk arkitektur, till följd av att kyrkorna byggdes på svårtillgängliga platser, bortom de farliga kustområdena. Nio kyrkor från denna tid, belägna i Troodos är uppsatta på världsarvet Målade kyrkor i Troodosregionen.
Det finns ett stort antal byar längs Troodosbergen, nästan 30 stycken, kända för sina vinproduktioner. Omodhos är en av de större byarna som är känt för sin vinproduktion, varje år hålls det även vinfestival i augusti som är värt att besöka.